# Jani Haapamäki
Jani Haapamäki (ur. 15 maja 1982 w Kauhajoki) – fiński zapaśnik startujący w stylu klasycznym, mistrz Europy.
Zajął siódme miejsce na mistrzostwach świata w 2010. Złoty medalista mistrzostw Europy w 2009. Jedenasty na Igrzyskach europejskich w 2015. Zdobył trzy srebrne medale na mistrzostwach nordyckich w latach 2006 - 2011.  Ósmy w Pucharze Świata 2014 roku.